# طهمورث
تَهمورِس یا طَهْمورِث یا طَهْمورِتْ دیوبند (به اوستایی: 𐬙𐬀𐬑𐬨𐬀⸱𐬎𐬭𐬎𐬞𐬌 ت.ت. 'تخمواوروپَ'؛ به پارسی میانه: ت.ت. 'تَهْمورِف') از شخصیت‌های اساطیری ایرانی است. وی از پادشاهان دودمان پیشدادی و در شاهنامه پسر هوشنگ است. طهمورث وزیری داشت زیرک بنام شهراسپ (سحرسپ) که رهنمای طهمورث در کشورداری بود. طهمورث با توجه و اجرای نصایح او، هم پادشاهی دادگستر گشت و هم توانست همه دیوان دوران خویش را به دام انداخته و در بند نماید. دیوان نوشتن و خواندن را به طهمورث آموختند.

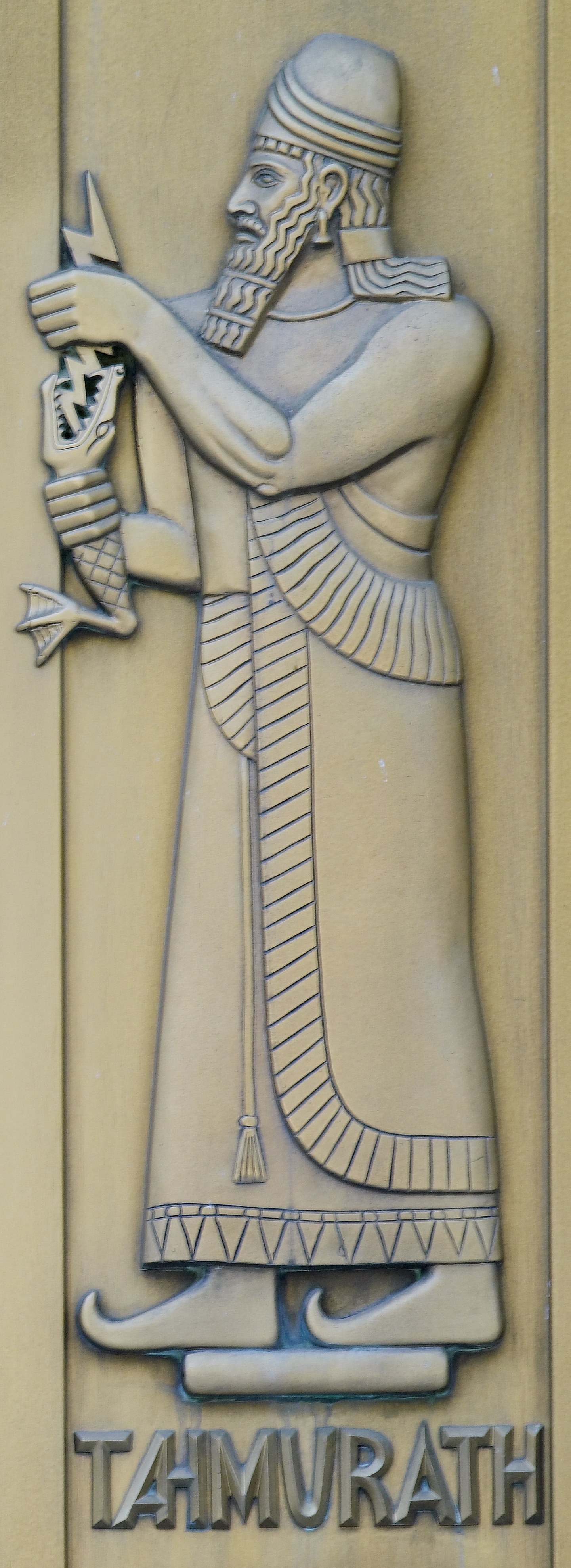
نقش‌برجسته طهمورث در کتابخانه کنگره آمریکا، واشینگتن، دی.سی.

## دراوستا
گونهٔ اوستایی نام تهمورس تخمواوروپَ (به چم اروَپهٔ نیرومند) است؛ که آوانویسی پهلوی آن تخمورو می‌شود. پاره نخست این نام همان است که در پارسی تهم شده است و در امیخته‌هایی چون تهمتن دیده می‌شود. چم و ماناک پاره دویم چندان آشکار نیست و برخی دگردیسی نام تهمورث به طهمورث را به بهانه لغزش و کژکاری در نسخه برداری دانسته‌اند.
در اوستا طهمورث آراسته به صفت «زیناوند» (دارای زین، به معنی دارای ساز و برگ جنگی، مسلح) است. برپایهٔ اوستا وی بر هفت کشور فرمانروایی داشت و سی سال بر اهریمن سوار بود. در رام یشت بندهای ۱۱ تا ۱۳ یادکرد او رفته است. در این بندها طهمورث از ایزد اندروای جویای پیروزی بر دیوان و مردمان دروند و همهٔ جادوان و پریان و درآوردن اهریمن به پیکر اسبی و سواری بر او را می‌کند و ایزد اندروای وی را کامیابی می‌بخشد. همچنین در زامیاد یشت، بندهای ۲۸ و ۲۹، و یشت ۳۲، بند ۲، یادکرد طهمورث رفته است.
فریدون جنیدی در کتاب داستان ایران دربارهٔ نام تهمورث می‌نویسد: نام تهمورث در اوستا بگونهٔ «تَخْمُ اوروپَ» است بخش نخستین این نام، تَخم، یا تهم، همان، پهلوان، و زورمند است که هنوز در زبان فارسی روان است، و دو دیگر بخش آن «اوروپَ»، از ریشهٔ «روپ» اوستایی است، که ربودن فارسی از آن برآمده است، و بر رویهم رفته «ربایندهٔ زورمند» گزارش می‌شود. دانشمندان متعدد زبانشناس اروپایی از قرن نوزده تا اکنون متفقاً معنی نام تخموروپَ اوستایی را مربوط به نام جانوری شبیه روباه و صفت «زیناوند» اوستایی azinauuant را به معنی خزپوش از azina به معنی «چرم» مشتق دانسته‌اند و برخی معنی کامل نام اوستایی را «اوروپیِ (جانوری شبیه روباه) تهم (قوی) پوشندهٔ خز» خوانده‌اند.
زبانشناس هلندی معاصر میخیل د وان نیز ریشه آن را مربوط به نام جانوری می‌داند شبیه روباه همچون خز و قاقم و معنی کلی آن را به صورت «تهم پوشندهٔ خزِ اوروپی» می‌خواند.

## درادبیات پهلوی
تبار تهمورث در ادبیات پهلوی با تبار تهمورث در شاهنامه دگرگونه است. برای نمونه در بندهشن بزرگ میان تهمورث و هوشنگ دو تن فاصله و دوری است: تهمورث پسر ویونگهان پسر انگهت پسر هوشنگ.
گزارش شده که سواری بر اهرمن در نوشتارهای پهلوی به گستردگی بیشتری آمده است. چکیده داستان این است که طهمورث سی‌سال از اهریمن سواری می‌گرفت. تا این که اهریمن همسر تهمورث را به نوید و پیمان فریفت و از او این آگهی را دانست که در سراشیبی البرز کوه بر طهمورث که سوار بر اهریمن است ترس چیره می‌شود. اهریمن در برابر این چاکری زن به وی دو چیز بداد: یکی دشتان بد و دیگری کرم ابریشم. پس اهریمن طهمورث را در آنجا زمین زد و فروخورد. پسان و دیرتر جمشید طهمورث را از شکم اهریمن بیرون کشیده و در استودان خاکسپاری کرد.

## درشاهنامه

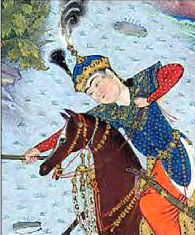
نگاره‌ای از طهمورث در شاهنامهٔ تهماسبی

در شاهنامه از وی با لقب دیوبند (/دیٓوْبَنْد/) یاد می‌شود و پسر هوشنگ است. لقب دیوبند یادآور چیرگی او بر دیوان و جادوان است که در متون کهن‌تر هم به آن اشاره شده است. طهمورث در ابتدای پادشاهی هدفش را شستن جهان از بدیها، کوته کردن دست دیوان از هر جا و آشکار کردن چیزهای سودمند در جهان اعلام داشت.
چیدن پشمِ بُز و رشتن آن از آموزه‌های طهمورث برای مردمان بود وی همچنین مردم را به ستایش جهان‌آفرین تشویق کرد. با راهنمایی‌های شَهْرَسْپ، دستور خردمند طهمورث، شاه از بدیها پالوده گشت و از او فرهٔ ایزدی تابید.
نام وزیر طهمورث در شاهنامه شهراسپ آمده و از او به عنوان کسی که رایش از کردار بد دور بود یاد گردیده است.
به چیرگی طهمورث بر اهریمن در شاهنامه هم اشاره شده است. پس از تابیدن فرهٔ ایزدی از طهمورث، او رفت و اهریمن را به افسون ببست و بر وی زین نهاد و زمان‌تازمان سوار بر وی گرد گیتی می‌تاخت. دیوان چون چنین دیدند به جنگ شاه برخاستند. طهمورث دو بهره از ایشان را به افسون ببست و باقی را با گرز گران تارومار کرد. چون ایشان را به بند کشید، دیوان به وی گفتند که اگر ما را رهایی‌بخشی تو را هنری یاد خواهیم داد که تا این زمان نشناخته باشی و آن هنر نبشتن بود:
| کی نامور دادشان زینهار     |  | بدان تا نهانی کنند آشکار   |
| چو آزاد گشتند از بند او    |  | بجستند به ناچار پیوند او   |
| نبشتن به خسرو بیاموختند    |  | دلش را به دانش برافروختند  |
| نبشتن یکی نه که نزدیکِ سی   |  | چه رومی چه تازی و چه پارسی |
| چه هندی چه چینی و چه پهلوی |  | نگاریدن آن کجا بشنوی       |

طهمورث سی سال پس از این واقعه بزیست. این یادآور سی سال چیرگی طهمورث بر اهریمن (در متون کهن‌تر) است. در شاهنامه به چگونگی مرگ طهمورث اشاره‌ای نشده است. پس از وی جمشید، پسرش، به پادشاهی رسید. برخی منابع و مورخین از جمله حمد اله مستوفی بنای شهرهای سمنان، الیپی (کرمانشاه)، ساری و قم را به طهمورث شاه دیوبند پیشدادی نسبت می‌دهند.

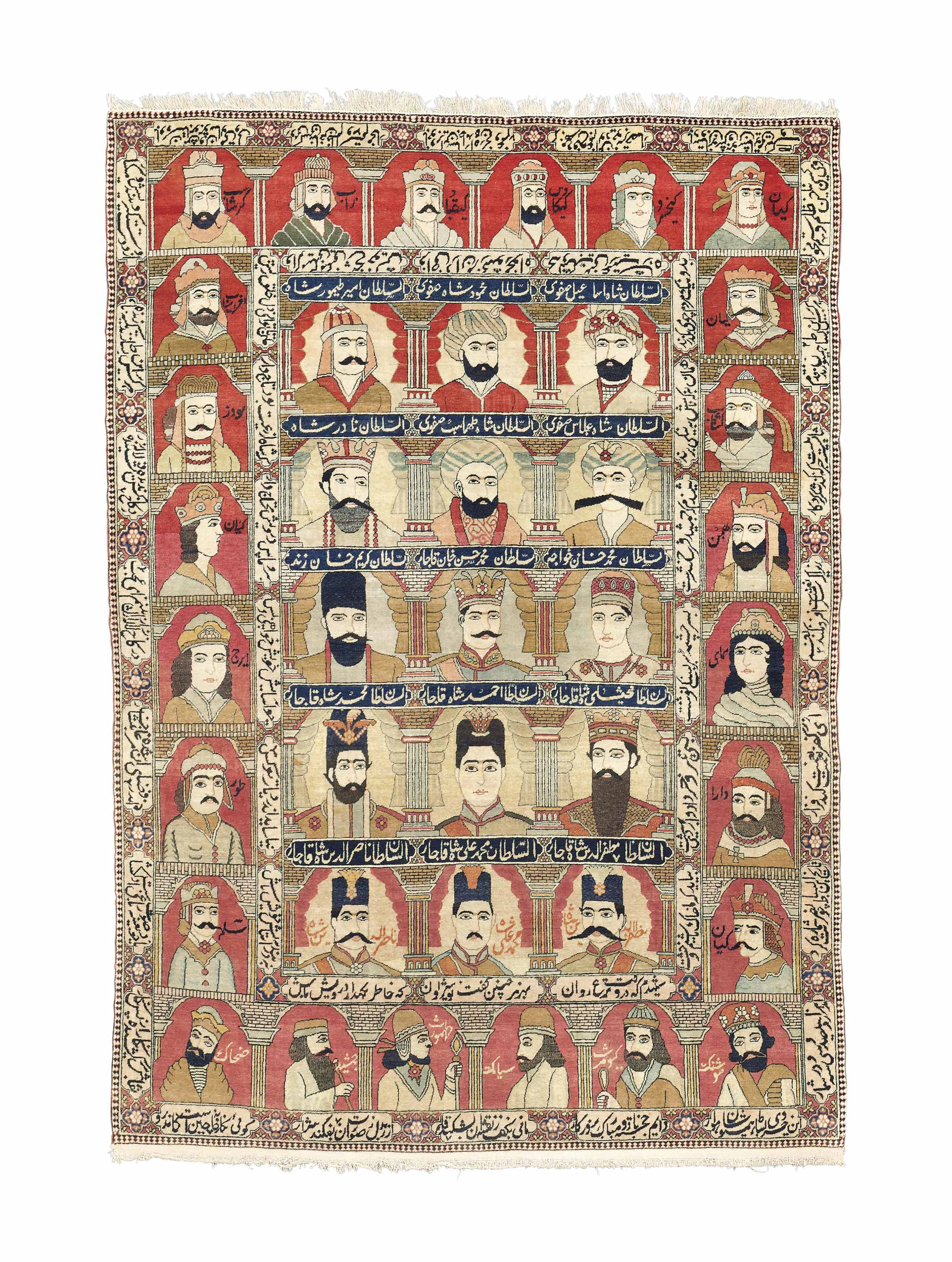
یک فرش کهن کاشانی از دورهٔ قاجاری که دور تا دور آن نقش پادشاهان اسطوره‌ای ایران قرار گرفته‌اند. در میانهٔ آن، نگارهٔ چند تن از شاهان ایران نوین جا داده شده است.